# Пейрос, Илья Иосифович
Илья́ Ио́сифович Пе́йрос (англ. Ilia Peiros; род. 1948) — советский и российский лингвист. Специалист в области различных языковых семей Евразии, Океании, Америки, особенно Юго-Восточной Азии, Австралии и Новой Гвинеи, а также теории и методологии сравнительно-исторического языкознания. Представитель Московской школы компаративистики. Доктор филологических наук. Профессор в Институте Санта-Фе (Нью-Мексико).

## Родители
Отец — Иосиф Ильич Пейрос (1 января 1915 — 1981), сын врача Анны Сергеевны Пейрос (урождённой Шнеерсон; 1886—1961). Учился в московской школе № 48. 27 июля 1938 года, будучи студентом Московского юридического института (позже он вошёл в состав юридического факультета МГУ), был приговорен к 8 годам исправительно-трудовых лагерей по обвинению в «контрреволюционной деятельности» и отправлен в Колымские лагеря. Хлопоча за него, мать дозвонилась до кабинета А. Я. Вышинского, и при случайной помощи его секретаря дело отправили на пересмотр к прокурору Царёву, бывшему преподавателю Иосифа Ильича, который опротестовал приговор, так как Амфитеатров[уточнить], по делу которого проходил Пейрос, был оправдан. Однако Вышинский не подписал ходатайство о прекращении дела и ограничился «отбытым сроком наказания». В мае 1941 года Пейроса освободили из зоны. Он написал мемуары, которые обнимают период от освобождения до реабилитации в 1955 году; они включают 131 лист машинописи и хранятся в архиве Международного Мемориала под номером 2-1-93, номер в сборнике 130; по меньшей мере три части воспоминаний утеряны. Они частично опубликованы в издании Архив еврейской истории / Главный редактор О. В. Будницкий. — М.: РОССПЭН, 2008. — Т. 5. — 367 с.. После освобождения он ищет работу на Колыме; он имел небольшой опыт работы на карьере Метростроя в 1934 году после окончания техникума. Преувеличив свою квалификацию нормировщика, он получил должность техника-нормировщика на руднике «Бутугычаг». Его соседями были геологи Я. З. Хаин и В. И. Головкин. Осенью 1943 года перешёл на работу в рыбпромхоз в посёлке Тахтоямске. С весны 1945 года пытался снять судимость. В апреле 1946 года получил соответствующую справку и разрешение на отъезд с Колымы. Уехал формально в отпуск, но с намерением не возвращаться. Отплыл из Магадана в октябре 1946 года на пароходе «Джурма». Прибыл 1 ноября 1946 года. Вернулся в Москву в конце 1946 года. Работал в Минпромстройматериалов РСФСР. Не указывал в документах снятую судимость, о ней знал только начальник отдела Натанзон, который был исключен из партии и уволен в 1950 году из-за происков занявшего его должность Людвига, но из мести сообщил ему о наличии в отделе ранее судимого работника. В результате этого о судимости Пейроса стало известно весной 1952 года, в разгар «борьбы с космополитизмом», что повлекло тянувшееся год разбирательство, прекратившееся после смерти Сталина и закрытия «дела врачей». С осени 1954 года боролся за реабилитацию. Реабилитирован 5 сентября 1955 года. Первая жена — Варвара Пейрос.
Мать — Алла Михайловна Пейрос (урождённая Барбараш; 1922—1987), юрист, вторая жена Иосифа Ильича.

## Биография
Родился в 1948 году.
В 1971 году окончил Отделение теоретической и прикладной лингвистики филологического факультета МГУ, в 1976 году защитил кандидатскую диссертацию «Некоторые проблемы изучения консонантизма китайско-тибетских языков».
В статье «Аустрическая макросемья: некоторые соображения» предложил следующую классификацию аустрических языков:
- Австро-тайские
  - Австронезийские
  - Тай-кадайские
- Мяо-австроазиатские
  - Мяо-яо
  - Австроазиатские.

В 1996 году в соавторстве с С. А. Старостиным опубликовал сравнительный «Словарь сино-тибетских языков» в шести выпусках (Peiros Ilia, Starostin Sergei. A Comparative Vocabulary of Sino-Tibetan Languages. — Parkville: University of Melbourne, 1996.).
Докторская диссертация в виде научного доклада — «Генетическая классификация австроазиатских языков» (2004).
В рамках программы «Эволюция человеческого языка» (англ. Evolution of human language) под эгидой Института Санта-Фе занимается родством языков Америки.